# Pintada vulturina
La pintada vulturina (Acryllium vulturinum) és una espècie d'ocell de la família dels numídids (Numididae) que habita zones de matoll amb acàcies de l'Àfrica oriental, al sud i est d'Etiòpia, Somàlia, nord-est d'Uganda, Kenya i nord-est de Tanzània. És l'única espècie del gènere Acryllium (Gray, GR, 1840).